# Nuraghe Truviu
Il nuraghe Truviu è ubicato lungo i bordi dell'omonimo altopiano che domina una vasta vallata in territorio di Siligo, a SSO a una distanza di circa 300 metri si trova il nuraghe Santu Ortolu.

## Descrizione
Il nuraghe monotorre è di tipo semplice e versa in un cattivo stato di conservazione, infatti sul versante meridionale una parte dell'edificio è interrata e coperta da una fitta vegetazione, pertanto non è possibile rilevare completamente la planimetria. Il mastio è di pianta circolare (dia. m.11,40 alla base e m.10,30 allo svettamento; con ingresso a SE, al momento completamente interrato. Il paramento murario residuo è composto di massi basaltici disposti a filari pressoché regolari. Dalla sommità del monumento si individua una scala elicoidale la cui larghezza costante è di 0,80 cm. con copertura ogivale (h. 2,40 m.) residua per una lunghezza di 5,40 m. La camera circolare ha un diametro di 3,50 m. è invasa da materiali di crollo per cui non è possibile valutare l'articolazione del vano e la presenza di eventuali spazi sussidiari. 
Nel versante meridionale, ad una distanza di 15 m. circa dalla torre, sono presenti strutture murarie probabilmente pertinenti ad un antemurale.  Di questo corpo affiora soltanto un breve tratto sul piano di campagna di due filari di pietre (h. 0,80 m.).